# Spomenik padlim v NOB v Šentvidu
Spomenik padlim v NOB v Šentvidu je spomenik, posvečen padlim med narodnoosvobodilno borbo, delom druge svetovne vojne; nahaja se v spominskem parku med Celovško cesto in Peršinovo ulico v Šetvidu nad Ljubljano.
Spomenik iz leta 1949, ki se nahaja v spominskem parku, je sestavljen iz kamnitega obeliska, delo Antona Bitenca, ki ima vklesano posvetilo ter dve kamniti plošči z imeni padlih domačinov ter iz bronastega kipa Zmage, delo Božidarja (Boža) Pengova.
Spomenik je bil leta 2003 razglašen za kulturno dediščino lokalnega pomena.
Zaradi širitve Celovške ceste in gradnje Šentviškega predora je bil leta 2007 celoten park, skupaj s spomenikom, prestavljen bolj južno od izvirne lokacije; pri tem so ohranili zasnovo prvotne postavitve.